# Gideon Narib
Ernst Gideon Narib (* 27. Mai 1990) ist ein namibischer Leichtathlet, der sich auf den Sprint spezialisiert hat. 

## Sportliche Laufbahn
Erste internationale Erfahrungen sammelte Gideon Ernst Narib bei der Sommer-Universiade 2011 in Shenzhen, bei der er im 400-Meter-Lauf mit 49,17 s in der ersten Runde ausschied. Zwei Jahre später erreichte er bei den Studentenweltspielen in Kasan das Halbfinale und schied dort mit 47,96 s aus. 2015 nahm er erstmals an den Afrikaspielen in Brazzaville teil und gelangte auch dort bis in das Halbfinale, in dem er mit 47,49 s ausschied. Auch bei der Sommer-Universiade 2017 in Taipeh erreichte er im 200-Meter-Lauf das Halbfinale und schied dort mit 21,91 s aus. 2018 nahm er über 400 Meter an den Afrikameisterschaften in Asaba teil und schied dort mit 47,11 s im Halbfinale aus. Zudem verpasste er mit der namibischen 4-mal-400-Meter-Staffel trotz neuem Landesrekord von 3:11,53 min das Finale. Im Jahr darauf nahm er erneut an den Afrikaspielen in Rabat teil und erreichte dort über 200 und 400 Meter das Halbfinale, in dem er über 200 Meter mit 21,17 s ausschied und über 400 Meter sein Rennen nicht beenden konnte. Zudem erreichte er mit der Staffel in 3:10,12 min den sechsten Platz. 2022 startete er im 100-Meter-Lauf bei den Afrikameisterschaften in Port Louis und schied dort mit 10,70 s in der ersten Runde aus.
2013, 2017 und 2018 wurde Narib namibischer Meister im 400-Meter-Lauf sowie 2017 und von 2019 bis 2021 auch über 200 Meter und 2021 über 100 Meter.

## Persönliche Bestzeiten
- 100 Meter: 10,29 s (+1,2 m/s), 20. Februar 2021 in Windhoek
- 200 Meter: 20,62 s (+0,3 m/s), 11. April 2021 in Lusaka
- 300 Meter: 32,68 s, 17. Oktober 2020 in Windhoek (namibische Bestleistung)
- 400 Meter: 46,17 s, 10. Mai 2014 in Potchefstroom